# Floridai üreginyúl
A floridai üreginyúl (Sylvilagus floridanus) az emlősök (Mammalia) osztályának a nyúlalakúak (Lagomorpha) rendjébe, ezen belül a nyúlfélék (Leporidae) családjába tartozó faj.

## Előfordulása
Megtalálható Dél-Kanadában, az Egyesült Államok keleti és nyugati részén, a közép-amerikai földhíd és Dél-Amerika északi részén található meg. Természetes élőhelye a mérsékelt övi erdők, a prérik és a sivatagok.

## Megjelenése

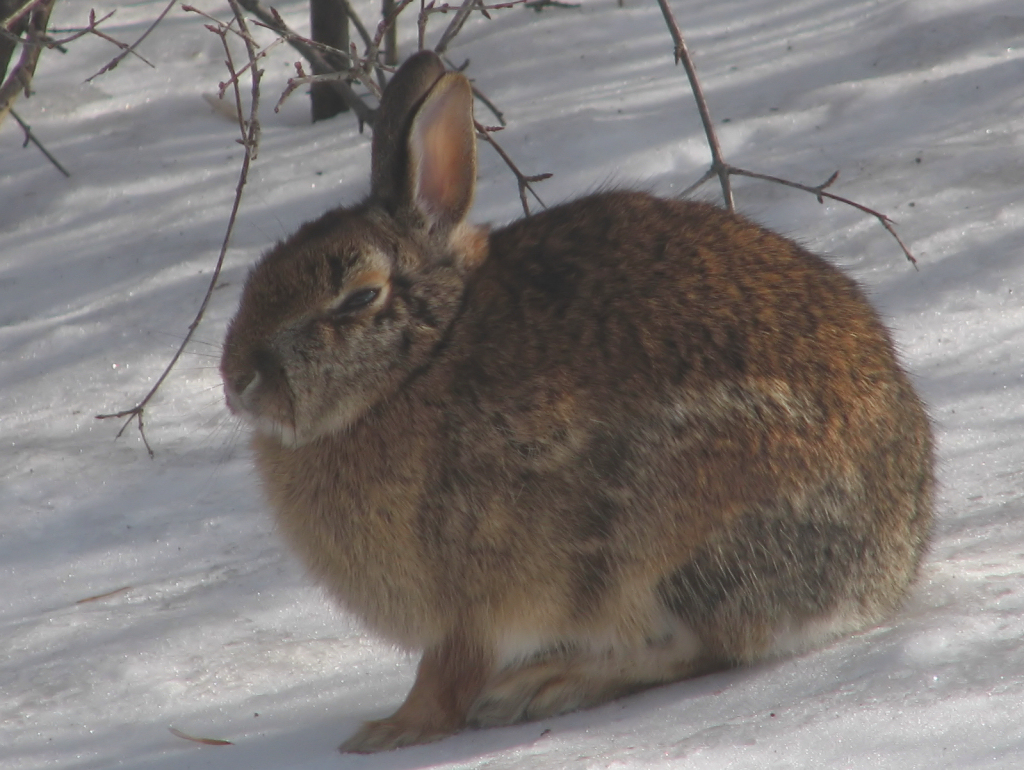
Téli bundában.

Testhossza 50 cm, ebből a farok 6 cm-t tesz ki. Testtömege 1,5 kg.

## Életmódja
Ez a magányosan élő nyúl nappal egy rönk vagy bokor alatti üregben pihen. Tápláléka tavasszal és nyáron füvek, gyümölcsök és zöldségfélék, télen gallyakat, fakérget fogyaszt.

## Szaporodása
A párzási időszak februártól októberig tart. Egy bak több nősténnyel párosodik. A nőstény 12 kölyköt is fial. Noha a kölykök vakon és csupaszon jönnek világra, a kölykök kéthetes korukban már elhagyatják a fészket, kéthetesen önállósodnak, és három hónaposan ivaréretté válnak.